# 德寿寺
德寿寺是北京市大兴区旧宫地区的一座藏传佛教寺院，原属南苑。

## 历史
德寿寺建于清朝顺治十五年（1658年）。顺治四年（1647年），达赖、班禅分别派使节到北京“献金佛、念珠，表颂功德。”顺治五年（1648年），清廷致书问候五世达赖、四世班禅，并“敦请”达赖入京。五世达赖覆书答称“许於辰年朝觐。”辰年，即顺治九年（1652年）。顺治九年三月初七（1652年），五世达赖自西藏启程到北京朝觐，满族官员建议顺治帝出京迎接，汉族官员则主张顺治帝在宫中接见。顺治帝最终采取了折中方案，于顺治九年冬天以“畋猎”的名义，在南苑和达赖路遇，顺便向其表示欢迎。顺治十五年（1658年），顺治帝将南苑的明朝旧衙门提督官署改建为行宫，并在当年他和五世达赖会面之地兴建了德寿寺，以作纪念。
乾隆二十年（1755年），德寿寺发生火灾而烧毁。随后，德寿寺于乾隆二十一年（1756年）重修。为避免火灾，自乾隆二十一年（1756年）德寿寺重修后，寺内就未居住过喇嘛。
光绪《顺天府志·京师志》载：“德寿寺，在永慕寺之东，顺治十五年建，后毁于火，乾隆二十年重修。山门三间，东西二坊，大殿五间，奉释迦佛及阿兰迦舍佛。院内穹碑二，一勒重修碑记，一勒《宝鼎歌》，皆高宗御制也。鼎在殿前。其东西配殿各三间，殿后随墙门内为御书房三楹，乾隆四十五年建。”
乾隆帝每次游幸南海子，都会赴德寿寺瞻礼。尤喜在德寿寺禅房休憩，“偶来兰若幽、颇爱禅房美。”“素爱禅房静，频来有句酬。”乾隆帝共写了20多首关于德寿寺的诗文，其中仅写“德寿寺禅房”的诗文便有7首。德寿寺“而营建特为宏敞，金碧丹垩，蔚然杰构。”寺内“松竹韵虚籁，花药绽春蕊”，乾隆帝称之为“花宫”。
乾隆四十五年八月十三日（1780年），逢乾隆帝七旬寿辰。乾隆帝以“夫朕七旬不欲为庆贺繁文，已预颁御旨”，下诏免庆贺致礼。六世班禅得知后，通过章嘉国师主动要求入觐朝贺，获乾隆帝允请。随后，为迎接六世班禅朝贺，乾隆帝在承德避暑山庄为六世班禅兴建了须弥福寿之庙，在北京香山静宜园仿西藏寺庙风格兴建了宗镜大昭之庙。“既建须弥福寿之庙于热河，复建昭庙于香山之静宜园，以班禅远来祝釐之诚可嘉，且以示我中华之兴黄教也。”同时，乾隆帝还在德寿寺内改建了“御座房三楹”，以接待六世班禅。此外，乾隆帝还开始学习唐古忒语（即藏语）。“昨四十五年，因班禅来谒，兼习唐古忒语。今蒙古及回语已精通，其番语、唐古忒语亦能解名物器数，而尚弗纯熟，未能言达事之始末。”经过近两年，乾隆帝已能基本读懂藏文文件并使用藏语会话。六世班禅进京朝觐，和乾隆帝十分投合，“相看如旧识，会意亦通辞。”乾隆帝乃允六世班禅在德寿寺驻锡讲经。
《钦定日下旧闻考·卷七十四·国朝苑囿南苑一》载：
德寿寺，山门三间，东西建坊二，大殿五间，东西配殿各三间，殿后随墙门内为御座房。（《南苑册》）臣等谨按：德寿寺在旧衙门东偏，顺治十五年建，后毁于火。乾隆二十年重加修葺。东西二坊，东曰：“化通万物”，西曰：“觉被群生”。大殿奉释迦佛及阿蓝迦舍佛，御题额曰：“慧灯圆照”，曰：“善狮子吼”，联曰：“沙界浄因留月印，檀林妙旨悟风香”，又曰：“慧镜慈灯广种善根垂福佑，溪声山色远从贤刼证圆通”。院内穹碑二，恭勒御制重修德寿寺碑记并御制诗章。御座房三楹，乾隆四十五年改建，东室联曰：“禅味毎从闲里得，道心常向静中参”，西室联曰：“竹秀石奇参道妙，水流云在示真常”。

圣祖《御制德寿寺诗》：持身崇孝理，清净契真如。岁久开金寺，时来降玉舆。
乾隆二十一年《御制重修德寿寺碑记》：南苑德寿寺，创于世祖章皇帝御宇之十有五年，规制崇丽，庭中金鼎，笵冶精致。乐善堂集中所为赋宝鼎歌者也。皇祖行搜南苑时，常临幸瞻礼。越乾隆二十年毁于火。以其为列祖圣迹所留，亟命更造殿宇，仍旧名，以志弗忘。工蒇所司以碑记，请南苑为较猎地，陂隰广衍，草木丰美，羽毛蹄角，充牣杂沓。岁时之暇，行围较射，以搜军实，习武备，其于佛事不相涉也。而营建特为宏敞，金碧丹垩，蔚然杰构，此岂徒以侈美观已哉。洪惟我世祖，肇造区夏，乂安元元，出水火而袵席之，凡可利益斯民者，罔弗修举，念大雄氏教能福佑群生，虔致崇奉，即一。游豫亦不忘邀福庇民德意，兹寺之所为作也。朕常幸南苑，周视檐宇，仰瞻像设睪然，想见当日帱覆万有，为民祈福之忱，輙低徊不能去。夫后人所以纉承前休者，惟其心不惟其迹，则兹寺固其迹也。而前人所以垂示来兹者，传其迹乃传其心，则兹寺即其心也。郁攸弗戒，遗趾仅在，虽开天之迹，懿烁海□，无藉一寺以传，而敛时五福，用敷钖厥庶民随在沾被流露于琳宫宝网间，盛美庸可弗志踵而完之所不容己也。后之人抚苑囿之繁盛，仰兰若之荘严，因以念开创时虽燕闲骑射，设周阹逐禽左，足以骋怀游目，而佑庇斯民之思，犹未尝一刻置其于法宫明堂之上，更何如也。则庶几勤民家法，即一寺而昭示无穷，而朕祇绍谟烈弗敢失坠之意，亦藉以表见云。偈曰：有大招提在南海子，庄严楼阁照曜半空。此南海子乃羽猎场，飞者走者蹄者角者或群或友纷纭霍绎，云何其中有此净土，以何因缘何德慧，故曰：我世祖即如来身，手扶金轮，安立世界，于凡世间，跂行喙息，十方生众，无不悲悯，此悲悯心，乃至刹那一瞚之间，未尝闲断，以故有时游幸兹苑，行围较猎，羽林佽飞，期门七萃，前呼后哨，挽强摧坚，足可快心，为乐忘疲，而是悲悯亦无不在，以是因缘创此宝刹，邀福庇民为游豫时参礼之所。花宫梵宇，一一涌现，成祇树洹，香积珍施，珠碧珊瑚，种种瓌异，历百年来，宝鼎特峙，常新不坏。无何一朝不戒于火，曰非火毁，世尊慈缘，醒悟大众，如旧蔵物，习见不觉，一时失却，惆怅追思，思得复见，还我旧观，忽覩是物，顿复本原，了了在目，欢喜讃欲胜于前时，是一毁者，正为显出此悲悯心，指示后世。然而是心不以寺见，若竟无寺，于何见心？故今重建，青鸳兰若，金碧辉朗，一如其旧，礼斯寺者，当思昔时讲武行乐不忘钖福，普庇三千大千世界，此悲悯心如金莲花随地涌出，如长明灯六时不断，如大云雨卉木药草随分受润，则知今日重建殿宇乃是凭仗继续因缘，阐如来心，演如来事，滋栴檀林，护琉璃界，历千万刦，利益众生。
《御制德寿寺古鼎歌》：龙宫巍巍紫气轩，辉耀榱甍焕崇垣。寺名德寿庵罗园，刹竿高挂珊瑚旛。停鞭卸辔山门前，一滴欲寻曹溪源。东瞻紫雾明朝暾，清凉顿觉隔尘喧。香浮宝殿谒世尊，兀然古鼎吐云烟。何人镕冶工雕镌金，翠斑斓历岁年。上文雷回下云纭，狰狞状类狮子蹲。籀书斯篆迹难分，世次那辨癸与辛。蝌蚪盘屈蛟龙奔，周彛虞敦恍犹存。葆精凝润疑琼璠，寒光欲流不可扪。日月照射轮朝昏，濯洗全资雨露恩。在昔盛事传横汾，此鼎神异迈等伦。我欲负之千蹄犍，移向帝阙镇厚坤。充以大武佐鱼豚。万斤木火为之燔，有实大亨养圣贤。
乾隆四年《御制德寿寺诗》：招提建百年，胜境压诸天。树古龙蛇矫，坛髙云雾连。珠旛飘赤篆，宝鼎羃祥烟。暂去空林杳，犹闻钟磬传。
乾隆二十二年《御制重修德寿寺落成诗以纪事》：阅岁祇园致郁攸，经营深意缅前猷（寺建于顺治年间，世祖、圣祖南苑行围，常所临幸。前岁不戒于火，持勅重修）。固知一切有为法，作如是观无可留。尽洗何妨万缘浄，重提依旧四禅修。从兹法雨霏金地，泽润苍生百亿秋。
乾隆二十八年《御制德寿寺诗》：花宫火刼后重新（是寺于乙亥年遭回禄，因重新之。落成后至今又七年矣），败是成因成败因。调御丈夫都不较，如然法尔示于人。
乾隆三十二年《御制德寿寺诗》：收围临竺宇，屏息礼金身。松栢祇如旧，殿庭已焕新（是寺曾遭回禄，因重造。今仍金碧焕然）。迁中有常住，义处即能仁（习武，义之属，故云）。古鼎益蔚翠（殿前古鼎巍然，翠色可爱，向曾有诗），那知秋复春。
乾隆三十六年《御制题德寿寺诗》：殿堂重建又经年，乔木茏葱祇故然。下马入门早忘猎，无僧守寺莫非禅（寺遭乙亥叵禄后，经重建，祗今苑隶看守，弗居僧人）。风飘旛影演真偈，鸟啄窗虚窥法筵。大德由来必得寿，儒宗梵义有同诠。
乾隆四十五年《御制德寿寺诗》：德寿禅林成世祖（德寿寺建于顺治十五年，详见丙子重修寺碑记），尔时逹赖喇嘛朝。何期一百经年久（五辈逹赖喇嘛以顺治九年十二月来京时，我世祖驻跸南苑，即于此迎谒赐宴，至今百二十余年，班禅额尔德呢祝釐来觐，又复于此谒见，后先辉映，实为国家盛事），又见班禅祝嘏遥。适我东归西去便（今岁以余七旬初度敬谒东陵，礼毕取道南苑，恭诣西陵，适为经行顺路），许其驻钖谒銮翘。翻经掲律寻常谨，可悟钟声披七条（喇嘛教以讲经持律为事，虽有悟无我无生者，不似禅僧之竖拂棒喝，单提向上流而为口头禅者）。

臣等谨按：德寿寺御制诗，谨绎有关纪述事实者，恭载卷内，余不备录。
德寿寺的建筑毁于中华民国初期，主要是遭奉军拆毁，仅存两座穹碑，均为汉白玉质地，螭首龟趺，形制相同，为重修德寿寺时敕建。通高7.50米，龟趺长3.30米、高2.05米，碑身宽1.80米、厚0.93米。碑首有四龙盘顶，碑身的四边有龙云宝珠浮雕。东碑刻满文，西碑刻汉文。西碑的碑阳刻有乾隆帝所撰《重修德寿寺碑记》和《宝鼎歌》；碑阴刻有乾隆帝御制诗；东侧刻有乾隆五十三年（1788年）《戊申季春再叠庚子诗韵》；西侧刻有乾隆五十五年（1790年）《庚戌仲春月题德寿寺》诗及其诗注；碑中的诗文记述了清朝乾隆四十五年（1780年）乾隆帝在德寿寺接见六世班禅的史实。两碑是大兴区文物保护单位。为保护这两座碑，2000年代，文物保护部门建造了碑亭（历史上两碑并无碑亭），并设置了围护的栏杆。2012年前后，文物保护部门开始对德寿寺进行整体修缮，2012年初期清理工作完成之后，准备根据实际情况展开后续工程。

## 建筑
德寿寺坐北朝南，寺中建筑主要有：
- 影壁：在山门外正南。[3]
- 牌楼：两座，均为木制，在影壁和山门之间的东、西两侧。东曰“化通万物”，西曰“觉被群生”。[3]
- 山门：三楹。[3]
- 佛殿：三楹。[3]
  - 钟、鼓楼：位于佛殿前东、西两侧。东为钟楼，西为鼓楼。[3]
  - 旗杆：钟、鼓楼前立有旗杆，上悬珠幡。[3]
- 大佛殿：五楹。殿内供奉释迦佛及阿兰迦舍佛。乾隆帝御题匾额“慧灯圆照”、“善狮子吼”。殿内有两副对联，一为“沙界净因留月印，檀林妙旨悟风香。”一为“慧镜慈灯，广种善根垂福佑；溪声山色，远从贤劫证圆通。”殿阶前为上文提到的两通汉白玉穹碑，刻有乾隆帝御制《重修德寿寺碑记》以及御制德寿寺诗。[3]
  - 东、西配殿：各三楹。[3]
- 墙门：在大佛殿之后，是北院的门。中间为正门，两侧为旁门。[3]
- 后正楼：北院的正殿。五楹。[3]
  - 东、西配殿：各三楹。[3]
  - 御座房：随墙门内有乾隆四十五年（1780年）改建的御座房三楹。东室对联为“禅味每从闲里得；道心常向静中参。”西室对联为“竹秀石奇参道妙；水流云在示真常。” [3]
- 东、西值房、净房：位于后正楼北跨院中。[3]